# Hirtaleptomesochra bispinosa
Hirtaleptomesochra bispinosa is een eenoogkreeftjessoort uit de familie van de Ameiridae. De wetenschappelijke naam van de soort is voor het eerst geldig gepubliceerd in 2004 door Karanovic.